# TV 도쿄 계열 애니메이션 목록
TV 도쿄 계열 애니메이션 목록은 TV 도쿄의 애니메이션 목록을 기술한다. 통칭은 아니테레(あにてれ, animeteleto)라고 불린다.
▼: 심야 애니메이션

## ㄱ
- 꼬마마법사 레미 (1999년~2003년)
- 가정교사 히트맨 리본 (2006~2010년)
- 골판지 전사 시리즈 (2011년~2013년)
- 겁쟁이 페달 ▼(2013년~2015년)
- 건담 빌드 파이터즈 (2013~2015년)
- 금빛 모자이크 (2014년, 2015년) at-x

## ㄴ
- 나루토 시리즈
  - 나루토 (2002년~2007년)
  - 나루토 질풍전 (2007년~2017년)
- 네포스 나포스 (2005년)
- 나츠메 우인장 ▼(2008년, 2009년, 2011년, 2012년)
- 논논비요리 ▼(2013년, 2015년)
- 낙제기사의 영웅담 (2015년) at-x

## ㄷ
- 다마고치! 시리즈 (2009년~2015년)
- 다이아몬드 A (2013년~2016년, 2019년~2020년)
- 디지몬 유니버스 애플리 몬스터즈 (2016년~2017년)
- 도쿄 뮤우뮤우 뉴~♡(2002) (타) (2022~ 방영중) TV도쿄

## ㄹ
- 러브히나 ▼(2000년)
- 록맨 에그제 시리즈 (2002년~2006년)
- 라라의☆스타일기 (2006년~2009년)
- 리루리루 페어리루 시리즈
  - 리루리루 페어리루: 요정의 도어 (2016년~2017년)
  - 리루리루 페어리루: 마법의 거울 (2017년~2018년)
  - 리루리루 페어리루: 마법의 펜듈럼 (2018년~2019년)

## ㅁ
- 미소녀전사 세일러문 (1992년~1997년)
- 메이플스토리 (2007년~2008년)
- 미나미가 ▼(2007년, 2008년, 2009년) 4기-독립방송국
- 마진 본 (2014년~2015년)
- 미확인으로 진행형 ▼(2015년)

## ㅂ
- 블리치 (2004년~2012년)
- 바쿠간 시리즈
  - 슈팅 바쿠간 (2007년~2008년)
  - 슈팅 바쿠간 뉴 베스트로이어 (2010년~2011년)
  - 슈팅 바쿠간 건달리안 인베이더즈 (2011년~2012년)
  - 폭 TECH! 바쿠간 (2012년~2013년)
  - 폭 TECH! 바쿠간 가치 (2013년)
  - 바쿠간 배틀 플래닛 (2019년~2020년)
- 보루토 (2017년~)

## ㅅ
- 신세기 에반게리온 (1995년~1996년)
- 소닉 X (2003년~2004년)
- 스켓 댄스 (2011년~2012년)
- 스핀배틀 몬수노 (2012년~2013년)
- 마브러브 시리즈 (2012년, 2013년, 2014년, 2016년)
- 사모님은 학생회장 (2015년) AT-X
- 신칸센 변형로보 신카리온 Z (2021년~)

## ㅇ
- 엘프사냥꾼 ▼(1997년)
- 유희왕 시리즈, 리마스터 ▼(2015년)
  - 유희왕 듀얼몬스터즈 (2000년~2004년)
  - 유희왕 GX (2004년~2008년)
  - 유희왕 5D's (2008년~2011년)
  - 유희왕 ZEXAL (2011년~2014년)
  - 유희왕 ARC-V (2014년~2017년)
  - 유희왕 VRAINS (2017년~2019년)
  - 유희왕 SEVENS (2020년~)
- 아이실드 21 (2005년~2006년)
- 은혼 (2006년~2010년, 2011년~2013년, 2015년~2016년, 2017년, 2018년)
- 이나즈마 일레븐 시리즈 (2008년~2019년)
- 유루유리 ▼(2011년, 2012년, 2015년)
- 아이카츠! 시리즈
  - 아이카츠! (2012년~2016년)
  - 아이카츠 스타즈! (2016년~2018년)
  - 아이카츠 프렌즈! (2018년~2019년)
  - 아이카츠 플래닛! (2021년)
- 월간순정 노자키군 ▼(2014년)
- 요괴워치 시리즈 (2014년~)
- 원펀맨 ▼(2015년, 2019년)
- 오버로드 (2015년) at-x
- 오소마츠 상 ▼(2015년~2016년, 2017년~2018년, 2020년~2021년)

## ㅊ
- 침략! 오징어 소녀 ▼(2010년, 2011년)
- 초속변형 자이로제타 (2012년~2013년)
- 최약무패의 신장기룡 (2016년) at-x

## ㅋ
- 캐릭캐릭 체인지 시리즈 (2007년~2010년)
- 코코타마 시리즈
  - 견습신 비밀의 코코타마 (2015년~2018년)
  - 반짝반짝 해피★ 열려라! 코코타마 (2018년~2019년)
  - 모노의 신님 코코타마 (2019년~2020년)
- 키랏토 프리☆챤 (2018년~2021년)

## ㅌ
- 탑블레이드 시리즈
  - 탑블레이드 (2001년~2003년)
  - 메탈파이트 베이블레이드 (2009년~2012년)
  - 메탈파이트 베이블레이드 ZEROG (2012년)
  - 베이블레이드 버스트 (2016년~)
- 토라도라! ▼(2008년)
- 트러블 다크니스 (2012년) at-x
- 텐카이 나이트 (2014년~2015년)

## ㅍ
- 포켓몬스터 시리즈 (1997년~)
- 프리큐어 시리즈 (2004년~)
- 파워퍼프걸Z (2006년~2007년)
- 페어리 테일 (2009년~2019년)
- 프리티 리듬 시리즈 (2011년~2014년)
- 퓨처 카드 버디 파이트 (2014년~)
- 프리파라 시리즈 (2014년~2018년)
- 푸른 저편의 포리듬 ▼(2016년)

## ㅎ
- 히카리안 시리즈
  - 초특급 히카리안 (1997년~2000년)
  - 전광초특급 히카리안 (2002년~2003년)
- 하야테처럼 ▼(2007년~2008년(전일, 일 10:00), 2009년, 2012년, 2013년)
- 하이스쿨 DxD (2012년, 2013년, 2015년) at-x
- 학교생활 (2015년) AT-X
- 홍각의 판도라 (2016년) at-x